# Tour de l'Aude
O Tour de l'Aude foi uma carreira ciclista profissional por etapas que se disputava no departamento de Aude, ao sul da França, no mês de abril.

## História
Disputou-se desde 1957 até 1986, ao longo da suas edições os corredores que mais vezes se impuseram foram o italiano Francesco Moser e o australiano Phil Anderson, com duas vitórias a cada um. Em 1987 esta prova fundiu-se com o Grande Prêmio de Midi livre, prova que, a sua vez, desapareceu em 2003.

## Tour de l'Aude Feminino
Desde 1986 até 2010 existiu um Tour de l'Aude Feminino, oficialmente Tour de l'Aude Cycliste Féminin, sendo das poucas carreiras femininas a mais de uma semana junto ao Giro d'Italia Feminino e à Grande Boucle (esta também já desaparecida).

## Palmarés
| Ano  | Ganhador                 | Segundo                   | Terceiro             |
| ---- | ------------------------ | ------------------------- | -------------------- |
| 1957 | André Dupré              | Siro Bianchi              | Alfred Tonello       |
| 1958 | Emmanuel Busto           | Arnaud Geyre              | Siro Bianchi         |
| 1959 | Jean Plaudet             | Marcel Queheille          | Roger Napolitano     |
| 1960 | Gérard Thiélin           | René Abadie               | Roger Walkowiak      |
| 1961 | Simon Leborgne           | Henri Anglade             | Joseph Carrara       |
| 1962 | Rolf Wolfshohl           | Albertus Geldermans       | Alan Ramsbottom      |
| 1973 | Jean-Pierre Parenteau    | Claude Aigueparses        | Bernard Thévenet     |
| 1974 | Cees Bal                 | Barry Hoban               | Jean-Jacques Fussien |
| 1975 | Lucien Van Impe          | Michel Perin              | Joaquim Agostinho    |
| 1976 | Bernard Hinault          | Hubert Mathis             | Patrick Béon         |
| 1977 | Jean-Pierre Danguillaume | Ludo Peeters              | Roy Schuiten         |
| 1978 | Francesco Moser          | René Bittinger            | Eddy Schepers        |
| 1979 | Francesco Moser          | Pierre-Raymond Villemiane | Michel Laurent       |
| 1980 | Marcel Tinazzi           | Patrick Perret            | Ferdi Van Den Haute  |
| 1981 | Phil Anderson            | Palmiro Masciarelli       | Bernard Becaas       |
| 1982 | Bernard Vallet           | Patrick Bonnet            | Bernard Hinault      |
| 1983 | Phil Anderson            | Kim Andersen              | Dominique Garde      |
| 1984 | Pierre-Henri Menthéour   | Joop Zoetemelk            | Pascal Poisson       |
| 1985 | Silvano Contini          | Iñaki Gastón              | Eduardo Chozas       |
| 1986 | Jean-Luc Vandenbroucke   | Czesław Lang              | Thierry Marie        |

## Palmarés por países
| País          | Vitórias |
| ------------- | -------- |
| França        | 11       |
| Itália        | 3        |
| Bélgica       | 2        |
| Austrália     | 2        |
| Alemanha      | 1        |
| Países Baixos | 1        |